# Hrašća
Hrašća je osada v administrativní části města Jastrebarsko v Záhřebské župě v Chorvatsku. V roce 2011 zde žilo 86 obyvatel. 

## Obyvatelstvo
| Historický vývoj počtu obyvatel | Historický vývoj počtu obyvatel | Historický vývoj počtu obyvatel | Historický vývoj počtu obyvatel | Historický vývoj počtu obyvatel | Historický vývoj počtu obyvatel | Historický vývoj počtu obyvatel | Historický vývoj počtu obyvatel | Historický vývoj počtu obyvatel | Historický vývoj počtu obyvatel | Historický vývoj počtu obyvatel | Historický vývoj počtu obyvatel | Historický vývoj počtu obyvatel | Historický vývoj počtu obyvatel | Historický vývoj počtu obyvatel |
| ------------------------------- | ------------------------------- | ------------------------------- | ------------------------------- | ------------------------------- | ------------------------------- | ------------------------------- | ------------------------------- | ------------------------------- | ------------------------------- | ------------------------------- | ------------------------------- | ------------------------------- | ------------------------------- | ------------------------------- |
| 1857                            | 1869                            | 1880                            | 1890                            | 1900                            | 1910                            | 1921                            | 1931                            | 1948                            | 1953                            | 1961                            | 1971                            | 1981                            | 1991                            | 2001                            |
| 216                             | 221                             | 231                             | 264                             | 295                             | 295                             | 237                             | 301                             | 304                             | 308                             | 282                             | 245                             | 229                             | 187                             | 139                             |